# Mauro Rodrigues
Mauro Daniel Rodrigues Teixeira (ur. 15 kwietnia 2001) – piłkarz z Gwinei Bissau grający na pozycji lewego pomocnika. Jest wychowankiem klubu FC Sion.

## Kariera klubowa
Swoją karierę piłkarską Rodrigues rozpoczął w klubie FC Sion. W 2018 roku zaczął grać w jego rezerwach, a w 2020 stał się członkiem pierwszego zespołu. 14 marca 2021 zadebiutował w nim w Swiss Super League w przegranym 1:2 domowym meczu z Servette FC.
| Sezon   | Klub       | Kraj       | Rozgrywki        | Mecze | Gole |
| ------- | ---------- | ---------- | ---------------- | ----- | ---- |
| 2018/19 | FC Sion II | Szwajcaria | Promotion League | 19    | 1    |
| 2019/20 | FC Sion II | Szwajcaria | Promotion League | 13    | 1    |
| 2020/21 | FC Sion    | Szwajcaria | Super League     | 2     | 0    |
| 2020/21 | FC Sion II | Szwajcaria | Promotion League | 15    | 2    |

## Kariera reprezentacyjna
W reprezentacji Gwinei Bissau Rodrigues zadebiutował 30 marca 2021 w wygranym 3:0 meczu kwalifikacji do Pucharu Narodów Afryki 2021 z Kongiem, rozegranym w Bissau. W 2022 roku został powołany do kadry na Puchar Narodów Afryki 2021. Na tym turnieju wystąpił w dwóch meczach grupowych: z Egiptem (0:1) i z Nigerią (0:2).